# Santuário de Lourdes
O Santuário de Nossa Senhora de Lourdes é um centro religioso católico dedicado a Nossa Senhora de Lourdes na cidade de Lourdes, na França. O santuário é um destino de peregrinação, sendo que a água de Lourdes é considerada "curativa". Esta área pertence e é administrada pela Igreja Católica Romana e tem várias funções, incluindo atividades devocionais, escritórios e acomodação para peregrinos enfermos e seus ajudantes. O local inclui a gruta onde teria ocorrido a aparição mariana, as torneiras próximas que dispensam a água do santuário e os escritórios administrativos, bem como várias igrejas e basílicas. Compreende uma área de 51 hectares e inclui 22 locais de culto separados. Existem seis línguas oficiais do santuário: francês, inglês, italiano, espanhol, holandês e alemão.

## História
O santuário de Nossa Senhora de Lourdes, na França, teve início no século XIX. Em 1858, de 11 de fevereiro a 16 de julho, uma camponesa de 14 anos de idade, chamada Bernadette Soubirous, teve uma visão da Virgem Maria enquanto brincava no riacho com sua irmã e amiga. A visão era de Maria ao lado de um roseiral na entrada de uma gruta. 
Em terreno delimitado por uma volta do rio Gave de Pau encontra-se um afloramento rochoso denominado "Massabielle", (de masse vieille : "massa velha"). No lado norte desta rocha, perto da margem do rio, há uma caverna ou gruta rasa de forma irregular na qual as aparições teriam acontecido.
No momento das aparições, a gruta ficava longe da cidade, em um terreno comum que era usado pelos aldeões para pastorear animais, coletar lenha e como depósito de lixo, e tinha a reputação de ser um lugar desagradável.
A figura sempre aparecia em um lugar, um nicho acima da cavidade principal da gruta, onde crescia uma roseira selvagem. Entre as instruções da 'Virgem' estavam "Vá e beba da fonte", "Vá e diga aos padres que construam aqui uma capela" e "Faça o povo vir aqui em procissão". 
O interesse público pelas aparições cresceu, e visitantes curiosos começaram a ser substituídos por peregrinos atraídos pelas histórias de aparições e milagres.
Um padre local, Dominique Peyramale, junto com seu bispo, Monsenhor Bertrand-Sévère Mascarou Laurence, comprou a gruta e os terrenos ao redor da comuna em 1861, três anos após as alegadas aparições. Imediatamente começaram a modificar a área para torná-la mais acessível aos visitantes e iniciaram as obras de construção da primeira das igrejas.

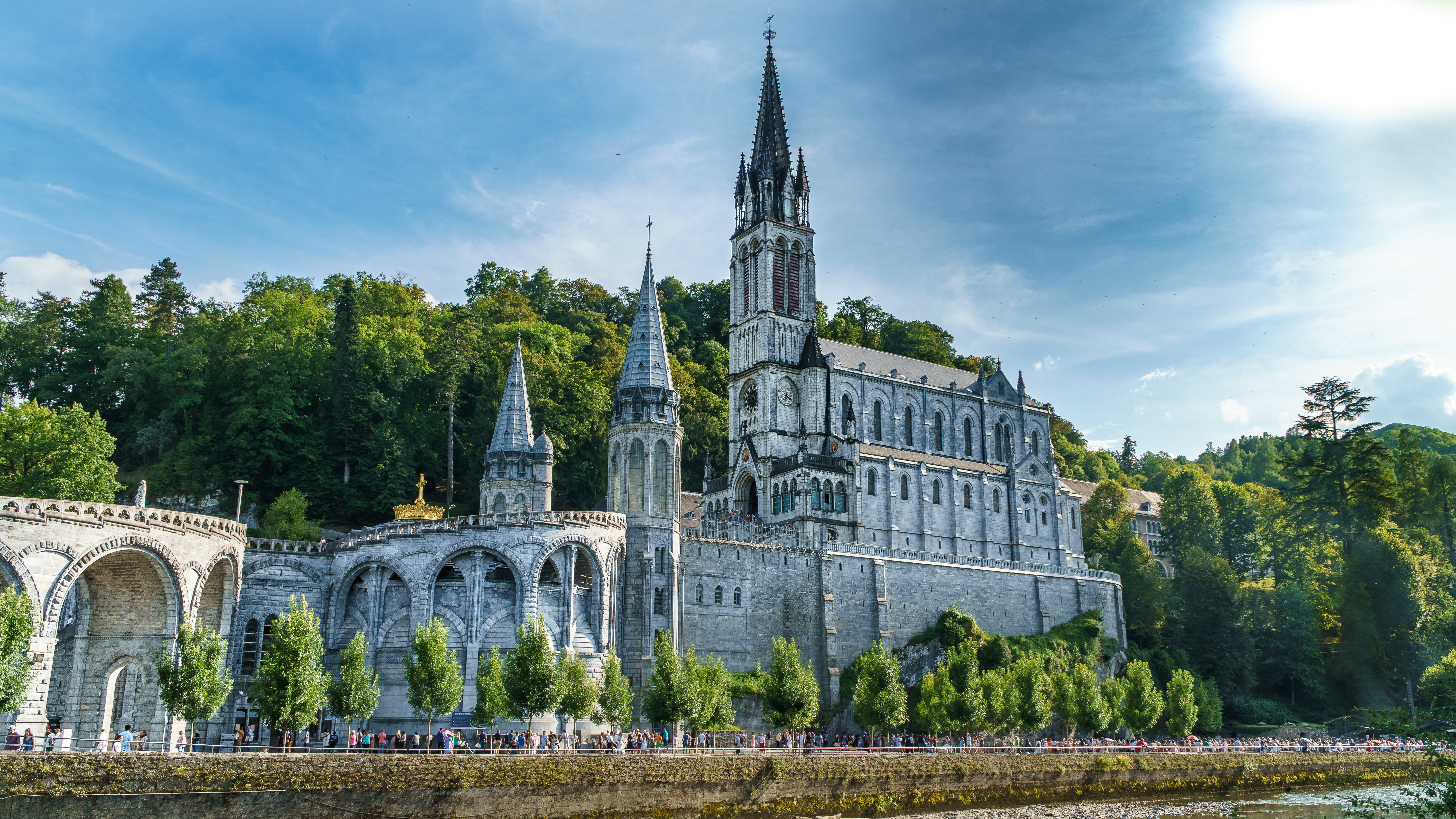
A Basílica da Imaculada Conceição e a Gruta de Massabielle

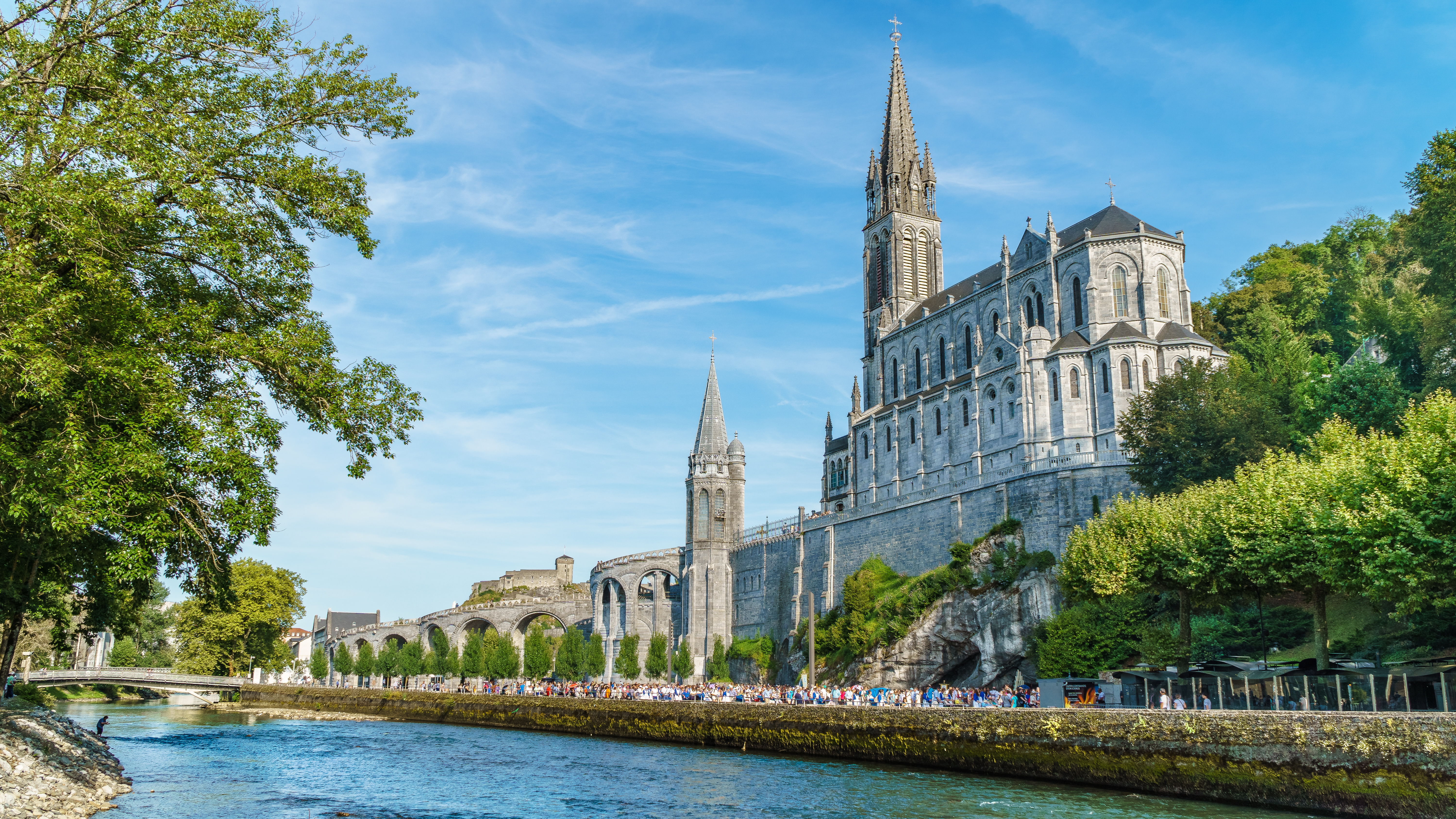
O Santuário de Nossa Senhora de Lourdes junto do rio Gave de Pau

Em 1864, o escultor Joseph-Hugues Fabisch, de Lyon, foi contratado para criar uma estátua de Nossa Senhora de Lourdes com base nas descrições de Bernadette. Embora se tenha tornado um símbolo icônico da santa, ela representa uma figura que não só é mais velha e mais alta do que a descrição de Bernadette, como também mais próxima das representações ortodoxas e tradicionais da Virgem Maria. A estátua repousa no nicho onde a Virgem teria aparecido a Bernadete. A roseira selvagem original foi destruída logo após as aparições por peregrinos que estavam em busca de relíquias, mas uma mais nova foi plantada nas proximidades.
Devido à agitação política francesa que resultou na separação entre Igreja e Estado, a propriedade e os terrenos do santuário foram confiscados da Igreja e devolvidos à propriedade da cidade em 1910. O então bispo François-Xavier Schoepfer contestou este confisco e foi autorizado a alugar o santuário da cidade até o início da Primeira Guerra Mundial em 1914.
Mais tarde, uma visita do Marechal Pétain a Lourdes em 1941 proporcionou o reconhecimento oficial santuário. Os oficiais da Igreja pediram com sucesso a Pétain para permitir que a Igreja recuperasse a propriedade do local.